# (21449) Hemmick
(21449) Hemmick (1998 HQ22) – planetoida z pasa głównego asteroid okrążająca Słońce w ciągu 3,49 lat w średniej odległości 2,3 j.a. Odkryta 20 kwietnia 1998 roku.